# Allan A. Goldstein
Pour les articles homonymes, voir Goldstein.
Allan A. Goldstein, né le 23 mai 1949 à Brooklyn, est un réalisateur américain ; il a parfois utilisé le pseudo Paul Bnarbic.

## Filmographie
Comme réalisateur
- 1979 : A Warehouse for Bodies
- 1984 : House of Dies Drear (téléfilm)
  - The Dining Room (téléfilm)
  - True West (téléfilm)
- 1985 : Some Men Need Help (téléfilm)
- 1987 : "Trying Times" (série télévisée) épisode Get a Job
  - Guillaume Tell ("Crossbow" série télévisée) épisode 1-12 Le Col (The Pass)
- 1988 : La Fugue de Maximilien Glick (The Outside Chance of Maximilian Glick)
- 1989 : Cold Front (alias Paul Bnarbic)
- 1989 : The Phone Call (téléfilm)
- 1990 : Chaindance
- 1994 : Le Justicier - L'ultime combat (Death Wish V: The Face of Death) avec Charles Bronson
- 1995 : Transfert Mortel (Memory Run)
- 1995 : Vents contraires (Crosswinds téléfilm)
- 1996 : Black Out
  - Virus (Spill)
- 1997 : Dog's Best Friend (téléfilm)
  - Face au mensonge (Loss of Faith téléfilm)
- 1998 : Une combinaison gagnante (Home Team)
  - When Justice Fails (autre titre : Un amour meurtrier)
  - Freedom Strike
  - L'Enfant de la jungle (Jungle Boy)
- 2000 : Y a-t-il un flic pour sauver l'humanité ? (2001: A Space Travesty)
- 2002 : Jeu sans issue (autre titre : À sens unique)
- 2004 : Pacte avec le Diable (Dorian)
  - Nature Unleashed: Fire
- 2005 : The Snake King (téléfilm, autre titre : Snakeman)

Comme scénariste
- 1989 : Rooftops
- 1994 : Le Justicier - L'ultime combat (Death Wish V: The Face of Death)
- 1995 : Transfert Mortel (Memory Run)
- 1998 : L'Enfant de la jungle (Jungle Boy)
- 2004 : Nature Unleashed: Fire
- 2005 : The Snake King (téléfilm, autre titre : Snakeman)

Comme producteur
- 1989 : Rooftops
- 1998 : When Justice Fails (autre titre : Un amour meurtrier)
- 2001 : Pacte avec le diable (Dorian)

Comme acteur
- 1994 : Le Justicier - L'ultime combat (Death Wish V: The Face of Death) : vendeur de jouets
- 1996 : Virus (Spill) : Bobby

## Récompenses
- Primé au Festival international du film de Toronto de 1988 comme le Best Canadian Feature Film pour The Outside Chance of Maximilian Glick (1988)
- Primé au Festival international du film de Vancouver en 1988 comme le Most Popular Canadian Film pour The Outside Chance of Maximilian Glick (1988)